# Reese C. De Graffenreid

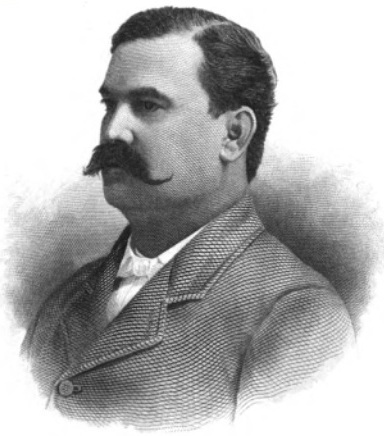
Reese C. De Graffenreid

Reese Calhoun De Graffenreid (* 7. Mai 1859 in Franklin, Tennessee; † 29. August 1902 in Washington, D.C.) war ein US-amerikanischer Politiker. Zwischen 1897 und 1902 vertrat er den Bundesstaat Texas im US-Repräsentantenhaus.

## Werdegang
De Graffenreid war ein Nachkomme des Schweizers Christoph von Graffenried. Reese De Graffenreid besuchte die öffentlichen Schulen seiner Heimat und studierte danach an der University of Tennessee in Knoxville. Nach einem anschließenden Jurastudium an der Cumberland University in Lebanon und seiner 1879 erfolgten Zulassung als Rechtsanwalt begann er in Franklin in diesem Beruf zu arbeiten. Über Chattanooga gelangte er nach Longview in Texas, wo er ab 1883 als Anwalt praktizierte. In seiner neuen Heimat war De Graffenreid auch am Aufbau der Texas and Pacific Railroad beteiligt. Für zwei Monate war er überdies Bezirksstaatsanwalt.
Politisch schloss sich De Graffenreid der Demokratischen Partei an. 1890 kandidierte er noch erfolglos für den Kongress. Bei den Kongresswahlen des Jahres 1896 wurde er dann aber im dritten Wahlbezirk von Texas in das US-Repräsentantenhaus in Washington gewählt, wo er am 4. März 1897 die Nachfolge von Charles Henderson Yoakum antrat. Nach zwei Wiederwahlen konnte er bis zu seinem Tod am 29. August 1902 im Kongress verbleiben. In diese Zeit fiel der Spanisch-Amerikanische Krieg von 1898.